# アンドリュー・ナーディ
- アンドリュー・ナルディ

アンドリュー・クリストファー・ナーディ（Andrew Christopher Nardi, 1998年8月18日 - ）は、アメリカ合衆国カリフォルニア州ロサンゼルス市ウェスト・ヒルズ地区出身のプロ野球選手（投手）。左投左打。MLBのマイアミ・マーリンズ所属。
メディアによっては「ナルディ」と表記されることもある。

## 経歴
ベンチュラ短期大学在学時、2017年のMLBドラフト39巡目（全体1172位）でニューヨーク・ヤンキースから指名されたが、この時は契約しなかった。
ムーアパーク短期大学へ転校後、2018年のMLBドラフト39巡目（全体1181位）ではワシントン・ナショナルズから指名されたが、この時も契約しなかった。
アリゾナ大学へ転校後、2019年のMLBドラフト16巡目（全体471位）でマイアミ・マーリンズから指名され、プロ入り。契約後、傘下のルーキー級ガルフ・コーストリーグ・マーリンズでプロデビュー。A-級バタビア・マックドッグスでもプレーし、2球団合計で14試合に登板して2勝0敗3セーブ、防御率0.93、32奪三振を記録した。
2020年はCOVID-19の影響でマイナーリーグの試合が開催されなかったため、公式戦の登板は無かった。
2021年はA級ジュピター・ハンマーヘッズ、A+級ベロイト・スナッパーズ、AA級ペンサコーラ・ブルーワフーズでプレーし、3球団合計で29試合に登板して4勝3敗2セーブ、防御率3.61、69奪三振を記録した。
2022年は開幕をAA級ペンサコーラ・ブルーワフーズで迎え、AAA級ジャクソンビル・ジャンボシュリンプを経て8月14日にメジャー契約を結んでアクティブ・ロースター入りした。8月16日のサンディエゴ・パドレス戦でメジャーデビュー。この年メジャーでは13試合に登板して1勝1敗、防御率9.82、24奪三振を記録した。

## 投球スタイル
速球は常時92〜94mphを計測し、変化球ではスライダーを高く評価されている。

## 詳細情報

### 年度別投手成績
| 年 度    | 球 団    | 登 板 | 先 発 | 完 投 | 完 封 | 無 四 球 | 勝 利 | 敗 戦 | セ 丨 ブ | ホ 丨 ル ド | 勝 率 | 打 者 | 投 球 回 | 被 安 打 | 被 本 塁 打 | 与 四 球 | 敬 遠 | 与 死 球 | 奪 三 振 | 暴 投 | ボ 丨 ク | 失 点 | 自 責 点 | 防 御 率 | W H I P |
| -------- | -------- | ----- | ----- | ----- | ----- | -------- | ----- | ----- | -------- | ----------- | ----- | ----- | -------- | -------- | ----------- | -------- | ----- | -------- | -------- | ----- | -------- | ----- | -------- | -------- | ------- |
| 2022     | MIA      | 13    | 0     | 0     | 0     | 0        | 1     | 1     | 0        | 1           | .500  | 83    | 14.2     | 25       | 5           | 14       | 0     | 0        | 24       | 1     | 0        | 17    | 16       | 9.82     | 2.65    |
| 2023     | MIA      | 63    | 0     | 0     | 0     | 0        | 8     | 1     | 3        | 17          | .889  | 237   | 57.1     | 45       | 7           | 21       | 2     | 4        | 73       | 0     | 0        | 18    | 17       | 2.67     | 1.15    |
| MLB：2年 | MLB：2年 | 76    | 0     | 0     | 0     | 0        | 9     | 2     | 3        | 18          | .818  | 320   | 72.0     | 70       | 12          | 35       | 2     | 4        | 97       | 1     | 0        | 35    | 33       | 4.13     | 1.46    |

- 2023年度シーズン終了時

### 年度別守備成績
| 年 度 | 球 団 | 投手（P） | 投手（P） | 投手（P） | 投手（P） | 投手（P） | 投手（P） |
| 年 度 | 球 団 | 試 合     | 刺 殺     | 補 殺     | 失 策     | 併 殺     | 守 備 率  |
| ----- | ----- | --------- | --------- | --------- | --------- | --------- | --------- |
| 2022  | MIA   | 13        | 0         | 0         | 0         | 0         | ----      |
| 2023  | MIA   | 63        | 4         | 5         | 0         | 0         | 1.000     |
| MLB   | MLB   | 76        | 4         | 5         | 0         | 0         | 1.000     |

- 2023年度シーズン終了時

### 背番号
- 90（2022年）
- 43（2023年 - ）